# Giglio
Giglio (Isola del Giglio) je ostrov v Toskánském souostroví, který tvoří samostatnou italskou obec (comune). Leží 16 km západně od italské pevniny. Na ostrově jsou tři osady: Giglio Porto, Giglio Castello a Giglio Campese, pod jeho správou se také nachází nedaleký ostrůvek Giannutri. Giglio je součástí národního parku Toskánské ostrovy, vyhlášeného roku 1996. Ostrov je tvořen žulou, z místního kamene pocházejí četné římské památky. Místní porost tvoří převážně přestup Smilax aspera a křivatec Gagea granatellii. Na Gigliu se nacházejí četné vinice, produkující víno značky Ansonaco.

## Historie

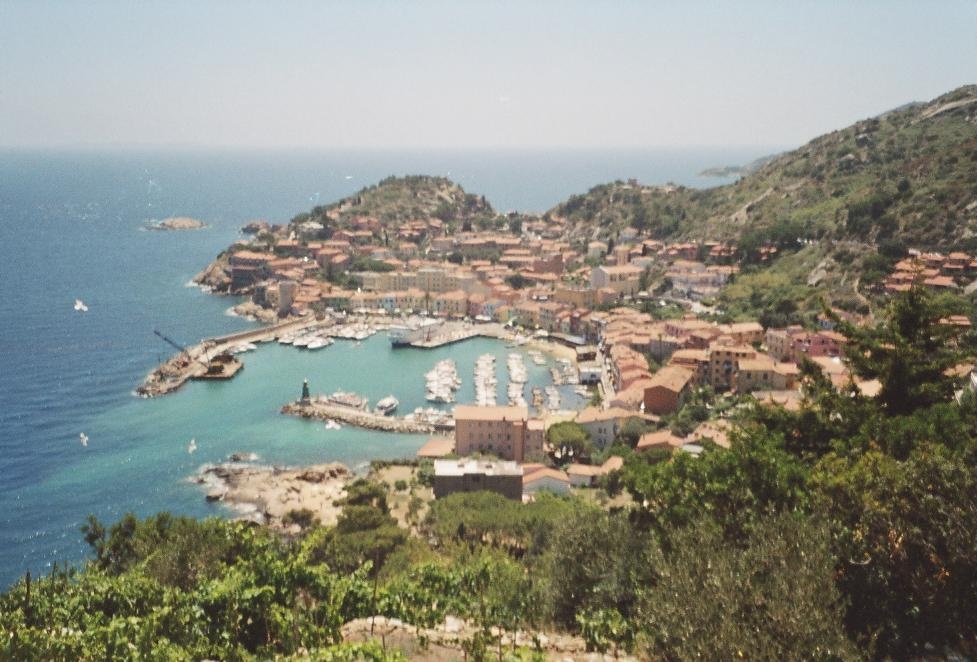
Přístav Giglio Porto

V římských dobách byl ostrov známý jako Aegilium Insula (Kozí ostrov), zmiňuje se o něm i Gaius Julius Caesar v knize Zápisky o občanské válce. Dosud se zachovalo sídlo rodiny Ahenobarbus, z níž pocházela řada římských konzulů. 
Na ostrově se také nachází středověký hrad Giglio, na němž sídlila rodina Aldobrandeschi, a kostel San Pietro Apostolo. V roce 1544 ostrov zpustošil pirát a otrokář Chajruddín Barbarossa. 
V červnu 1646 proběhla v úžině mezi ostrovem a toskánským pobřežím bitva u Ortobello mezi francouzským a španělským loďstvem. Rodákem z Giglia je spisovatel Raffaele Brignetti.
13. ledna 2012 došlo u pobřeží ostrova ke ztroskotání lodi Costa Concordia.